# Jaume Jover i Marquet

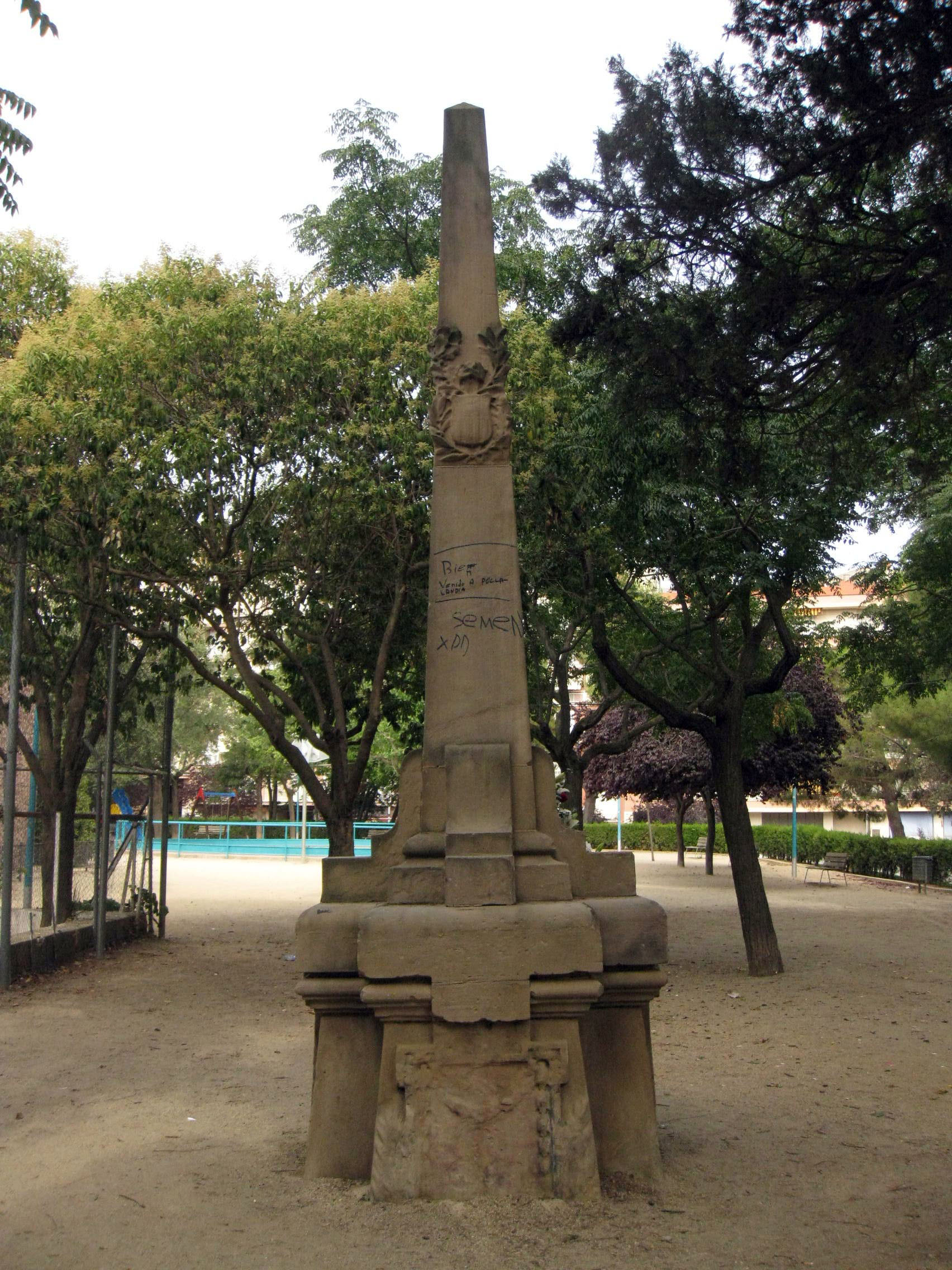
Monument a Jaume Jover i Valentí Alagorda a la plaça Joan Miró (Terrassa)

Jaume Jover i Marquet (Terrassa, 1823 - Terrassa, 22 de juliol de 1872) fou un regidor i tinent d'alcalde de l'Ajuntament de Terrassa, germà de l'advocat i polític català Eusebi Jover i Marquet.

## Biografia
Jaume Jover era forner de professió i tenia un obrador al carrer de Gavatxons de Terrassa, on vivia. Va arribar a ser regidor i tinent d'alcalde de l'Ajuntament de Terrassa. Va morir, el 22 de juliol de 1872, amb 46 anys, després d'haver participat, al costat de Valentí Alagorda i Masen, en la victòria de la vila de Terrassa sobre les tropes carlines, enfrontant-se a una partida de 600 carlins dirigits per Joan Castells i Rossell, durant la Tercera Guerra Carlina. El balanç de l'atac carlí rebutjat fou d'una desena de morts. Des d'aleshores, Jaume Jover va ser considerat un heroi per haver mort defensant la vila.

## Reconeixements
El 17 de febrer de 1884 fou col·locada una làpida commemorativa, "a la memòria dels màrtirs Jaume Jover i Marquet i Valentí Alagorda i Mas" en el xamfrà del Raval i carrer Cremat, al mateix lloc on van morir. L'any 1912 es va inaugurar a Terrassa un monòlit en record de Jaume Jover i Valentí Alagorda. En l'actualitat, és el monument urbà més antic de la ciutat. És obra de l'arquitecte Melcior Vinyals. El 1993, també, el consistori terrassenc va aprovar posar el nom de Jaume Jover i Marquet a una plaça del municipi.